# 의령 안도 정려비
의령 안도 정려비(宜寧 安堵 旌閭碑)는 대한민국 경상남도 의령군 부림면 입산리에 있는 정려비이다. 2018년 10월 25일 경상남도의 유형문화재 제637호로 지정되었다.

## 개요
안도는 登科錄前編(규장각한국학연구원[古 4650-10])에 의하면, 1388년 高麗 昌王 戊辰榜에 문과 급제한 것으로 기재되어 있다. 주석으로 ‘獻納 孝子旌閭’가 적혀 있으며, 본관은 靈光으로 되어 있다.
조선중기 權橃이 편찬한 海東雜錄 권5에 “靈山 사람이다. 모친상을 당해 홀로 여막을 지키며 3년 동안 피눈물을 흘렸다. 太宗이 정려를 내리도록 명하였다. 관직은 사간원 헌납에 이르렀다.”라고 기록되어 있다.
1805년에 편찬된 海東三綱錄 권5 靈山條에 “安堵. 獻納. 모친상에 홀로 여막 곁을 지키며 3년 동안 피눈물을 흘렸다. 永樂 乙酉年(1405)에 정려가 내려졌다.”라고 되어 있다.
新增東國輿地勝覽 권27 慶尙道 靈山縣條에 “安堵. 벼슬이 右獻納에 이르렀다. 모친상을 당해 홀로 여묘살이 3년을 마쳤다. 영락 을유년에 정문이 세워졌다.”라고 되어 있다.
이 비석은 安堵의 효행을 기리기 위해 永樂 3년(1405)에 정려가 내려질 때 건립된 것으로 추정된다. 정려가 내려진 사실은 해동잡록ㆍ해동삼강록ㆍ신증동국여지승람 등에서 확인되고 있다.

## 참고 문헌
- 의령 안도 정려비 - 국가유산청 국가유산포털